# Cryptopalpus transversus
Cryptopalpus transversus là một loài ruồi trong họ Tachinidae.